# Queensland Open 1990
Il Queensland Open 1990 è stato un torneo di tennis. È stata la 94ª edizione del torneo di Brisbane, che fa parte della categoria World Series nell'ambito dell'ATP Tour 1990 e della categoria Tier IV nell'ambito del WTA Tour 1990. Il torneo si è giocato a Brisbane in Australia, quello maschile si è giocato dal 24 al 30 settembre, quello femminile dall'1 al 7 gennaio su campi in cemento.

## Campioni

### Singolare maschile
Brad Gilbert ha battuto in finale  Aaron Krickstein con il punteggio di 6–3 6–1

### Doppio
Todd Woodbridge /  Jason Stoltenberg hanno battuto in finale  Brian Garrow /  Mark Woodforde con il punteggio di 2–6, 6–4, 6–4

### Singolare
Nataša Zvereva ha battuto in finale  Rachel McQuillan con il punteggio di 6–4, 6–0

### Doppio
Jana Novotná /  Helena Suková hanno battuto in finale  Hana Mandlíková /  Pam Shriver con il punteggio di 6–3, 6–1